# Bring Me Edelweiss
Bring Me Edelweiss är en sång som spelades in av gruppen Edelweiss, och gavs ut på singel 1988. Låten blev en hit i många länder.
Låten, som innehåller joddling, handlar om blomman i Alperna som anses typisk för Österrike. En video till den gjordes.
Låten innehöll sampling från Abba:s "SOS" från 1975, vilket Benny Andersson och Björn Ulvaeus inte gillade.

## Listplaceringar
| Lista (1988-1989) | Position |
| ----------------- | -------- |
| Nederländerna     | 2        |
| Norge             | 2        |
| Nya Zeeland       | 1        |
| Schweiz           | 1        |
| Sverige           | 1        |
| Österrike         | 1        |

### Fotnoter
1. ↑  ”Retrogalaxen”. Arkiverad från originalet den 5 maj 2012. https://web.archive.org/web/20120505191649/http://hem.passagen.se/develium/musik.htm. Läst 24 maj 2011.
2. ↑  ”Listplacering”. http://dutchcharts.nl/showitem.asp?interpret=Edelweiss&titel=Bring+Me+Edelweiss&cat=s. Läst 24 maj 2011.
3. ↑  ”Listplacering”. http://norwegiancharts.com/showitem.asp?interpret=Edelweiss&titel=Bring+Me+Edelweiss&cat=s. Läst 24 maj 2011.
4. ↑  ”Listplacering”. Arkiverad från originalet den 27 september 2016. https://web.archive.org/web/20160927003309/http://www.charts.org.nz/showitem.asp?interpret=Edelweiss&titel=Bring+Me+Edelweiss&cat=s. Läst 24 maj 2011.
5. ↑  ”Listplacering”. http://hitparade.ch/showitem.asp?interpret=Edelweiss&titel=Bring+Me+Edelweiss&cat=s. Läst 24 maj 2011.
6. ↑  ”Listplacering”. http://hitparad.se/showitem.asp?interpret=Edelweiss&titel=Bring+Me+Edelweiss&cat=s. Läst 24 maj 2011.
7. ↑  ”Listplacering”. http://austriancharts.at/showitem.asp?interpret=Edelweiss&titel=Bring+Me+Edelweiss&cat=s. Läst 24 maj 2011.